# Anopheles cameronensis
Anopheles cameronensis este o specie de țânțari din genul Anopheles, descrisă de Edwards în anul 1929. Conform Catalogue of Life specia Anopheles cameronensis nu are subspecii cunoscute.